# Krotos
Krotos (grek. Κροτος) var en av lantgudarna i grekisk mytologi. Han var dessutom jägare och uppfinnare av jaktbågen och det rytmiska musikinstrumentet. 
Krotos var son till guden Pan och najaden Eupheme och uppfostrades tillsammans med de nio muserna som han blev nära vän med. På deras begäran fick han på grund av sin skicklighet som skytt bli placerad efter sin död som stjärna på himlavalvet i stjärnbilden Skytten.